# Monte Sundoro
O monte Sundoro (em indonésio: Gunung Sundoro), também conhecido como Sindoro e Sindara, é um estratovulcão ativo da ilha de Java, Indonésia. É simétrico do vulcão Sumbing e situa-se entre as províncias de Temanggung e Wonosobo.
Tem várias crateras e cones parasitas nas encostas noroeste e sul, do qual o maior é o Kembang. O cume é constituído por um pequeno domo de lava. Ao longo da história houve várias erupções freáticas, na sua maior parte pequenas ou moderadas, a última delas ocorrida em 1971.